# Astronym
Der aus dem Griechischen stammende Ausdruck Astronym („Sternname“), der im Deutschen im Unterschied zum Englischen noch relativ wenig Verwendung findet, bezeichnet einen Eigennamen von astronomischen Objekten.

## Verwendung
Hierunter versteht man also insbesondere die Bezeichnungen von: 
- Sternen und Sternsystemen
- Sternbildern
- Planeten und Zwergplaneten
- Monden
- Asteroiden und Kometen
- planetarischen Nebeln und interstellaren Wolken

Umstritten ist die Bezeichnung als Astronym bei den Eigennamen von orographischen Details und Objekten auf extraterrestrischen Himmelskörpern, z. B. bei Namen von Kratern und Maria auf dem Erdmond.